# Ардавас
А́рдавас, А́рдовас или А́рдова (латыш. Ārdavs, Ārdava ezers, Ārdavas ezers, Ardava, Ardavas ezers, Ardovas ezers ) — озеро в Комбульской волости Краславского края Латвии. Относится к бассейну Даугава.
Площадь водной поверхности — 229 га. Наибольшая глубина — 14 м, средняя — 4,6 м.